# Sheridan (Wyoming)
Sheridan è una città degli Stati Uniti d'America, capoluogo della Contea di Sheridan nello Stato del Wyoming. Nel censimento del 2014 la popolazione era di 17.916 abitanti.

## Origini del nome
Il nome deriva da Philip Sheridan, comandante della cavalleria unionista nella Guerra civile americana.

## Geografia fisica

### Territorio
Secondo i rilevamenti dell'United States Census Bureau, la località di Sheridan si estende su una superficie di 22,0 km², tutti occupati da terre.

## Società

### Evoluzione demografica
Secondo il censimento del 2000, a Sheridan vivevano 15.804 persone, ed erano presenti 4.062 gruppi familiari. La densità di popolazione era di 719,1 ab./km². Nel territorio comunale si trovavano 7.413 unità edificate. 
Per quanto riguarda la suddivisione della popolazione in fasce d'età, il 23,1% era al di sotto dei 18, il 9,5% fra i 18 e i 24, il 26,3% fra i 25 e i 44, il 24,2% fra i 45 e i 64, mentre infine il 16,9% era al di sopra dei 65 anni di età. L'età media della popolazione era di 39 anni. Per ogni 100 donne residenti vivevano 92,7 uomini.

### Etnie e minoranze straniere
Per quanto riguarda la composizione etnica degli abitanti, il 95,93% era bianco, lo 0,22% era afroamericano, lo 0,97% era nativo, lo 0,46% proveniva dall'Asia, lo 0,85% apparteneva ad altre razze e l'1,37% a due o più. La popolazione di ogni razza ispanica corrispondeva al 2,64% degli abitanti.